# Passage Mermet
Le passage Mermet est une voie publique du quartier des pentes de la Croix-Rousse dans le 1er arrondissement de Lyon, en France. Il a son entrée par une voûte en berceau rue René-Leynaud et constitue un passage se terminant par un escalier montant la colline et joignant la rue Burdeau.
Les escaliers, du passage Mermet ont été repeint en 2019 par WENC, artiste résidant en Belgique, en collaboration avec l'association Quartier des Capucins et Superposition, une association de promotion des arts urbains.

## Odonymie
Le passage porte le nom du docteur Joseph Mermet, propriétaire de la maison dans laquelle le passage est ouvert. Il était conseiller municipal de Lyon vers 1830. Ce nom est attribué le 18 juin 1829 (délibération municipale).